# ألفرد رينولدز
ألفرد رينولدز (بالإنجليزية: Alfred Reynolds)‏ هو سياسي أسترالي، ولد في 22 مايو 1894 في أستراليا، وتوفي في 23 أبريل 1976 في أستراليا. حزبياً، نشط في حزب العمال الأسترالي. وقد انتخب عضو الجمعية التشريعية لأستراليا الغربية.